# The Silver Thunders
The Silver Thunders fue un grupo de rock colombiano activo en los años 60. Así como otros grupos de la época, propusieron una interpretación local de este ritmo, influenciados principalmente por The Beatles, de quienes versionaron temas, y de otras agrupaciones de la escena roquera británica/estadounidense. A finales de 2019, después de 51 años, se publicó en España el primer álbum de la banda, cuyas canciones habían sido grabadas en 1968.

## Historia
El grupo comenzó a formarse desde 1964, cuando los gemelos Orlando José y Edgardo León Córdoba Reyes escucharon a The Beatles gracias a un compañero de estudios en su colegio, el Emmanuel d'Alzon, de los sacerdotes asuncionistas, en Bogotá. Sus primeros intereses por la música habían sido la música andina y el vallenato, pero gracias a Introducing...The Beatles, Meet The Beatles!, The Beatles' Second Album, los discos y revistas con letras y tablaturas que un familiar les trajo desde Estados Unidos, inició su pasión por la música rock'n roll.
A sus 14 años, desde el barrio El Lago, de Bogotá, estrenaron unas guitarras que mandaron a hacer, y se colaban en los conciertos de The Speakers y The Flippers, dos de las bandas fundacionales de la escena bogotana. Luego de un día de ensayos, los hermanos fueron a la casa del músico Manuel Martínez Pollit, director de orquesta tropical y padre del pianista Edy Martínez. Allí, Manuel les recomendó armar una banda junto a su timbalero, Carlos Orlando "Caliche" Cardona.
Su guitarrista, Jorge López Martínez, cuenta que se conoció con los demás miembros de la banda en un concierto en La Jaula. Inspirado por José Rafael Restrepo, guitarrista de los Daro Boys con quien había compartido un intercambio estudiantil en Fort Myers, Florida, se dedicó a aprender a tocar guitarra, logró un trabajo en emisoras como la Mariana, del dial AM, construyó su primera guitarra con la pata de una cama vieja, y luego se dedicó a ensayar con músicos como César Hernández (de La Columna de Fuego, La Onda Tres de Jimmy Salcedo y Cuarta Generación), Carlos Navarro (de Los Beatniks), y Ricardo Rodríguez (de Stone Free).
Oficialmente, el grupo debutó en diciembre de 1966, cuando debutaron en la discoteca La Fiebre, donde tocaron durante seis meses en la modalidad de café concert (compartiendo con otros grupos), y en la discoteca La Caverna, en el sector de Chapinero, con Orlando como "guitarrista puntero y Edgardo como guitarrista rítmico y cantante". El nombre se le ocurrió a Orlando, quien también creó el logotipo y lo imprimió para pegarlo en el bombo de la batería, con la palabra Thunders en forma de guitarra eléctrica, semejante al logotipo de The Monkees. Dice Córdoba: «Unos años después, alguien me hizo notar que Thunder es el trueno, no el rayo… O sea, ¡éramos un ruido de color!».
Aunque por sus filas pasaron bastantes integrantes, la formación más estable estuvo conformada por los hermanos Orlando (bajo) y Edgardo Córdoba (guitarra rítmica), Carlos 'Caliche' Cardona (batería) (fundadores) y Jorge López (n. 1946, Armero, Tolima) (guitarra puntera) que se unió tiempo después. En 1967, salió de la formación Germán, el primer bajista, y fue reemplazado por Sigifredo. Con esta alineación The Silver Thunders realizaron numerosas presentaciones en discotecas de la capital como La Fiebre, The Ship, Panauto, La Caverna, El Diábolo de Oro, La Bomba, La Jaula, la Casa de la Cultura, el Club Militar, la Universidad Nacional de Colombia, el Teatro Colombia, y el Teatro Colón, de Bogotá, ganando experiencia y a la vez popularidad entre el joven público bogotano.
Los Silver Thunders desarrollaron una rutina de ensayos cada tres días, de 7 a 9 de la noche, y se hicieron con amplificadores, micrófonos e instrumentos marca VOX, comprados en Estados Unidos.
Su repertorio consistía en versiones instrumentales, al español o inglés de bandas extranjeras. Canciones como And Your Bird Can Sing, Got To Get You Into My Life, A Day In The Life (The Beatles), Mary Mary (The Monkees), Wild Thing (The Troggs), Summer In The City (The Lovin' Spoonful) hasta un tema de la sudafricana Miriam Makeba quedaron registradas en su único disco.
En 1968, durante varios meses, se reunieron en el primer piso de un viejo edificio ubicado en el costado oriental de la carrera 7 con calle 20, de Bogotá, en el primer piso del edificio donde quedaba el estudio Suramericana de Grabaciones, para hacer su único registro discográfico. El disco fue grabado en vivo, "con un repertorio influenciado por el mersey beat y el R&B británicos, el surf y el garage norteamericanos, la psicodelia de The Beatles y algo de pop africano", según Luis Daniel Vega y Umberto Pérez. El disco registra versiones de «And your Bird Can Sing», «Go to Get You into My Life» y «A Day in the Life» de The Beatles; «Mary, Mary» de los Monkeys; «Wild Thing» de The Troggs; «Wild Angels», de la banda sonora de la película del mismo nombre; «Summer in the City» de The Lovin’ Spoonful; un cover del «Pata Pata» de la sudafricana Miriam Makeba, «Good Thing» y «Strawberry Fields Forever»; y «Alma agobiada», canción original de Jorge López y única del repertorio propio del grupo.
En 1969, Caliche deja la banda para unirse a Los Flippers, donde actuó como cantante y compositor en el disco "Pronto viviremos un mundo mejor" (1973). En su reemplazo llegó Eduardo, el Sardino, quien también actuó como cantante, Hernando Orjuela como tecladista, y Hernando "Ernie" Becerra, un guitarrista proveniente del grupo colegial The Flower Power, quien, años más tarde, junto al bajista Guillermo "Marciano" Guzmán armaron la banda Crash
Influenciados por la corriente místico-trascendental del Maharishi Mahesh Yogi, en 1969, la banda pasa a llamarse Los Yoguis e incluyen a un quinto integrante, Hernando Orjuela que tocaba los teclados. Bajo este nombre, el grupo grabó en los estudios Ingesón cuatro temas en 1970 («Birthday» y «Revolution» de The Beatles, «Shape of Thing to Come» y «Listen to the Music», de la banda sonora de la película Wild in the Streets), y tocó en varios bazares familiares y fiestas en salones comunales de centros residenciales. Además, tocaron para Panautos, un concesionario de automóviles Ford. Con la partida de algunos de sus miembros a otras agrupaciones y por temas de estudio, Los Yoguis llegan a su final. En 1972, la agrupación llega a su fin. La grabación nunca fue distribuida comercialmente, aunque en los años 90 se realizó un tiraje promocional, patrocinado por Laboratorios Legrand S.A. y Plutarco, que fue distribuido algunos miembros de la banda y los invitados a una fiesta de exalumnos de la Facultad de Medicina de la Universidad Nacional de Colombia.  Finalmente, en 2019, el disco fue editado comercialmente por el sello español Munster Records
Jorge López se dedicó al trabajo en empresas de petróleo. Edgardo se fue a vivir a Venezuela y, más adelante, a Estados Unidos, trabajando como ingeniero. Orlando se graduó de ingeniería química y trabajó en cargos administrativos y en salud ocupacional hasta pensionarse, y Carlos Cardona emigró a Estados Unidos y a España, y falleció en mayo de 1999.

## Integrantes
- Jorge López (Guitarra)
- Orlando Córdoba (Bajo)
- Edgardo Córdoba (Guitarra rítmica)
- Carlos Cardona (Batería)

## Discografía
- The Silver Thunders. Cassette - Independiente (90's)[6]
- Me Gritan Melenudo. LP - Munster Records (2019)